# Tali Kaufman
Tali Kaufman ist eine israelische Mathematikerin und Informatikerin.
Tali Kaufman wurde 2005 an der Universität Tel Aviv bei Noga Alon und Michael Krivelevich promoviert (Property testing of graphs and codes). Als Post-Doktorandin war sie am Massachusetts Institute of Technology und am Institute for Advanced Study und 2010 am Weizmann-Institut. Sie ist Professorin an der Bar-Ilan-Universität.
Sie befasst sich mit fehlerkorrigierenden Codes und hochdimensionalen Expandern (Analoga von Expander-Graphen), Randomisierung in der Informatik und sublinearen Algorithmen, Komplexitätstheorie, Graphentheorie und (additiver) Kombinatorik. Mit Alexander Lubotzky und David Kazhdan löste sie ein Problem von Michail Leonidowitsch Gromow zur Konstruktion von höherdimensionalen Expandern beschränkten Grades für zwei Dimensionen und 2015 mit Shai Evra für beliebige Dimension.
Sie ist Fellow des Israel Institute for Advanced Studies.